# Enzo Capecchi
Enzo Capecchi (Pistoia, 10 settembre 1921 – 14 aprile 1989) è stato un partigiano italiano.

## Biografia
Noto partigiano pistoiese. L'8 settembre 1943, giorno dell'armistizio concordato dall'Italia con gli Alleati, avuta notizia della prossima invasione tedesca dell'Italia, torna a Pistoia e conosce Silvano Fedi, noto resistente e antifascista pistoiese e, dopo poco tempo, con altri resistenti, forma con gli stessi la formazione partigiana poi denominata "Silvano Fedi" o "delle squadre franche".
Subito è nominato dallo stesso Silvano Fedi quale comandante in seconda della formazione partigiana. Partecipa attivamente al fianco di Silvano Fedi a numerose azioni in danno delle truppe naziste e fasciste a Pistoia, tra cui, le più conosciute, sono senz'altro quelle alla Fortezza Santa Barbara, alla ex Questura di via Palestro e alle ex carceri giudiziarie di Villa Sbertoli.
Viene ferito nell'agguato nazi-fascista a Vinacciano nel comune di Serravalle Pistoiese dove perdono la vita lo stesso Silvano Fedi e un compagno di lotta, Giuseppe Giulietti, detto Il Genovese. Dopo la morte di Fedi, assume il comando della Formazione e, insieme Artese Benesperi, Giovanni Pinna ed a molti altri compagni, è artefice della liberazione dei paesi di Lamporecchio, Vinci, San Baronto e Quarrata, fino a Pistoia dove la Formazione entra l'8 settembre 1944.
Spesso avvicinato a gruppi politici "anarchici" (lo si spiega dal fatto che Silvano Fedi era un noto anarchico), in realtà è sempre stato di fede "repubblicana", vicino cioè alle posizioni di Mazzini e del Partito d'Azione.
Noto in particolare perché, con la sua formazione partigiana, entrò in contatto con il giovane Licio Gelli al tempo ufficiale di collegamento fra il partito repubblichino e le truppe naziste in Italia. Con l'aiuto di Licio Gelli, che fu pagato per questo, la formazione guidata da Silvano Fedi riuscì a liberare alcune decine di prigionieri, anche di origine ebrea, dalle carceri di Ville Sbertoli, destinati ai campi di concentramento tedeschi.
Negli anni '80 Enzo Capecchi scrisse "Franco, ricordi di un partigiano della Formazione Silvano Fedi", dattiloscritto che raccoglie le sue memorie.

## Riconoscimenti
Premiato con la medaglia d'argento al valor militare. Nel 2003, è stato organizzato, su iniziativa della figli, Franca Capecchi e del Istituto Storico della Resistenza di Pistoia, con il patrocinio del Comune di Pistoia, della Provincia e della Regione Toscana un premio aperto agli allievi delle scuole superiori sul tema della resistenza e dei suoi ricordi.
Enzo Capecchi è uno dei protagonisti del film "Pistoia 1944 - Una storia partigiana", che racconta la storia della formazione dalla sua nascita, ovvero l'incontro fra Silvano Fedi e Capecchi, fino alla morte del primo e alla liberazione di Pistoia il 8 settembre 1944.